# سیارک ۲۰۷۹
سیارک ۲۰۷۹ (به انگلیسی: 2079 Jacchia، نامگذاری:1976DB) دو هزار و هفتاد و نهمین سیارک کشف شده‌است که در ۲۳ فوریه ۱۹۷۶ کشف شد.
قدر مطلق سیارک برابر ۱۲٫۷۰ است.